# Hanna Midtsundstad

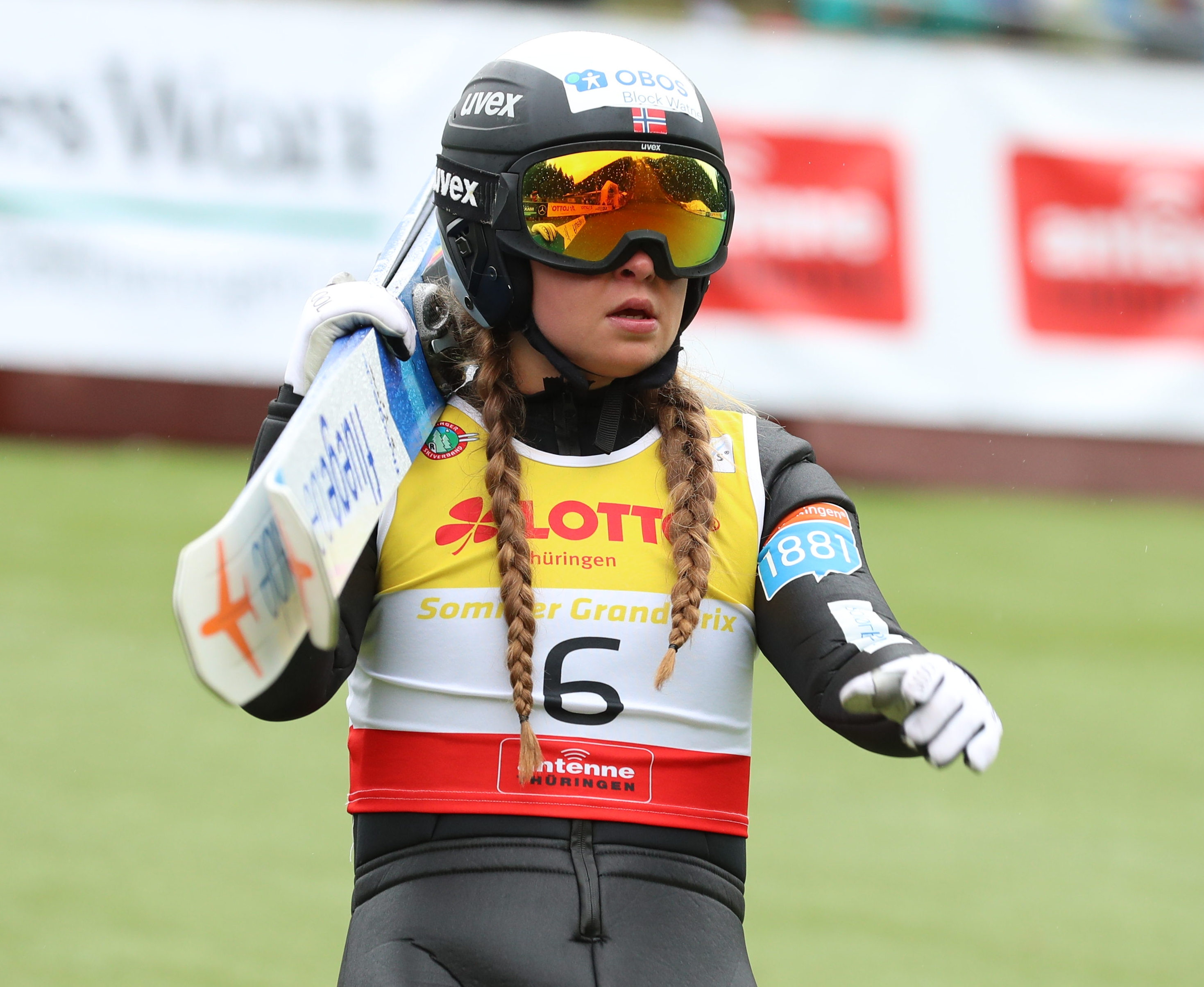
Midtsundstad beim Sommer Grand Prix 2021 in Oberhof

Hanna Midtsundstad (* 22. September 1999) ist eine norwegische Nordische Kombiniererin, die auch als Skispringerin international aktiv war. Im März 2016 wurde sie die erste norwegische Frauenmeisterin in der Nordischen Kombination.

## Werdegang
Midtsundstad, die für den Vaaler IF startet, gab ihr internationales Debüt am 29. August 2014 bei einem Jugendwettbewerb der FIS in Oberstdorf. In den folgenden Jahren trat Midtsundtad immer wieder bei internationalen Wettbewerben im Rahmen des Youth Cup an, ging allerdings häufiger bei Skisprung-Wettkämpfen an den Start. So gab sie am 12. Dezember 2014 in Notodden ihr Debüt im Skisprung-Continental-Cup, erreichte jedoch erst im Januar 2015 im schwedischen Falun die Punkteränge. Ihre bisher letzte Teilnahme an einer internationalen Skisprung-Veranstaltung war im September 2017 beim Continental-Cup-Springen im heimischen Trondheim.
Der Norwegische Skiverband war einer der ersten Verbände, der offizielle Meisterschaften in der Nordischen Kombination abgehalten hat. So nahm Midtsundstad im Alter von 16 Jahren an den erstmals ausgetragenen Meisterschaften 2016 teil und konnte den Gundersen-Wettkampf von der Mittelschanze und über 3 km vor Anna Odine Strøm gewinnen. Ihren zweiten Meistertitel feierte sie im Sommer 2017 in Lillehammer von der Normalschanze des Lysgårdsbakken und über 5 Kilometer.
In der ersten Austragung des Continental Cups startete Midtsundstad lediglich bei den beiden Wettbewerben im heimischen Rena, wo sie allerdings nur die hinteren Ränge belegte. Auch in der Saison 2018/19 ging sie nicht bei allen Wettbewerben des Continental Cups an den Start, konnte jedoch bei ihren fünf Teilnahmen mit insgesamt drei Platzierungen unter den Besten zehn überzeugen. In der Abwesenheit des norwegischen Nationalkaders gewann sie im Januar 2019 gemeinsam mit Mathilde Oustad den Teamwettbewerb der Skisprungmeisterschaften. Wenige Wochen später nahm Midtsundstad an den Nordischen Junioren-Skiweltmeisterschaften 2019 teil, bei der erstmals ein Juniorinnen-Wettbewerb in der Kombination abgehalten wurde. Mit dem Erreichen des achtzehnten Platzes blieb Midtsundstad hinter ihren Erwartungen zurück. Im Winter 2019/20 war Midtsundstad in Rena, Eisenerz und Nischni Tagil Teil des norwegischen Teams im Continental Cup. Auch in ihrer dritten Saison erreichte sie hin und wieder die besten Zehn und belegte in der Gesamtwertung erneut den zwölften Rang.
Am 18. Dezember 2020 nahm sie am historisch ersten Weltcup-Wettbewerb in der Ramsau am Dachstein teil und belegte dabei den elften Platz. Da die erste Weltcup-Saison aufgrund von Absagen nur dieses Rennen beinhaltete, waren auch die Wettbewerbe der Continental-Cup-Saison mit Spitzenathletinnen besetzt. Am ersten Continental-Cup-Wochenende im Januar 2021 in Eisenerz lief Midtsundstad an allen drei Wettkampftagen in die Punkteränge, ihr bestes Resultat stellte dabei der zwölfte Rang dar. Ende Februar stand sie im norwegischen Aufgebot für die Nordischen Skiweltmeisterschaften 2021 in Oberstdorf, doch kam sie außerhalb von Trainingseinheiten nicht zum Einsatz.
Am 8. Januar 2022 erreichte sie mit 92,5 m auf dem Vikersundbakken ihre persönliche Bestweite im Spezialspringen.

## Persönliches
Midtsundstad ist die ältere Schwester der Skispringerin Nora Midtsundstad.
Sie lebt in Lillehammer.

## Statistik

### Nordische Kombination

#### Weltcup-Platzierungen
| Saison  | Platz | Punkte |
| ------- | ----- | ------ |
| 2020/21 | 11.   | 024    |
| 2021/22 | 26.   | 040    |
| 2022/23 | 38.   | 007    |
| 2023/24 | 24.   | 205    |
| 2024/25 | 23.   | 224    |

#### Continental-Cup-Platzierungen
| Saison  | Platz | Punkte |
| ------- | ----- | ------ |
| 2017/18 | 12.   | 055    |
| 2018/19 | 13.   | 139    |
| 2019/20 | 12.   | 163    |
| 2020/21 | 27.   | 048    |
| 2022/23 | 11.   | 153    |
| 2023/24 | 05.   | 296    |
| 2024/25 | 29.   | 078    |

### Skispringen

#### Continental-Cup-Platzierungen
| Saison  | Platz | Punkte |
| ------- | ----- | ------ |
| 2014/15 | 43.   | 026    |
| 2015/16 | 33.   | 040    |
| 2016/17 | 61.   | 005    |
| 2017/18 | 57.   | 026    |